# Utricularia striatula
Utricularia striatula är en tätörtsväxtart som beskrevs av J. E. Smith. Utricularia striatula ingår i släktet bläddror, och familjen tätörtsväxter. Inga underarter finns listade i Catalogue of Life.

## Bildgalleri

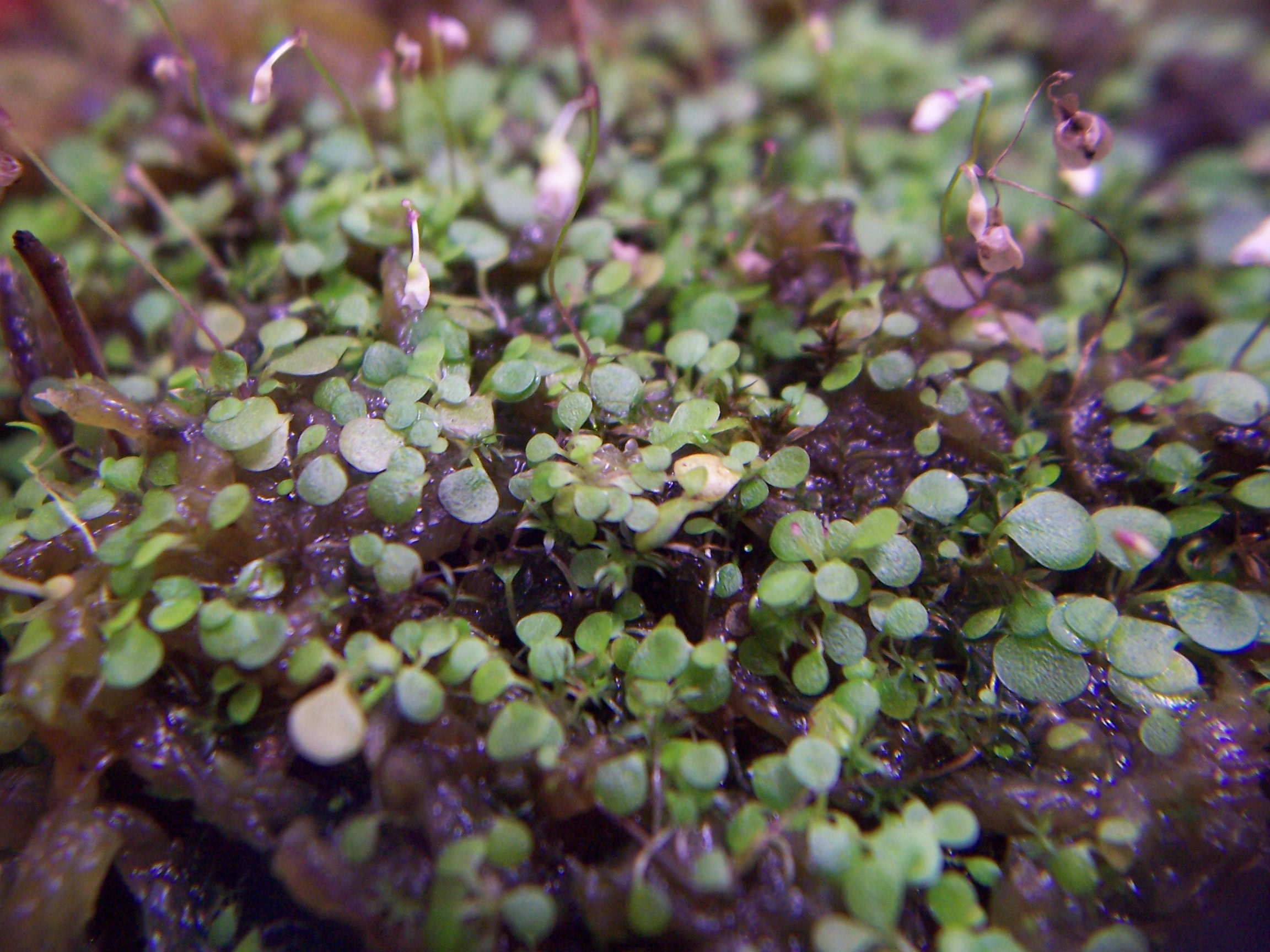